# Міжнародний день боротьби з корупцією

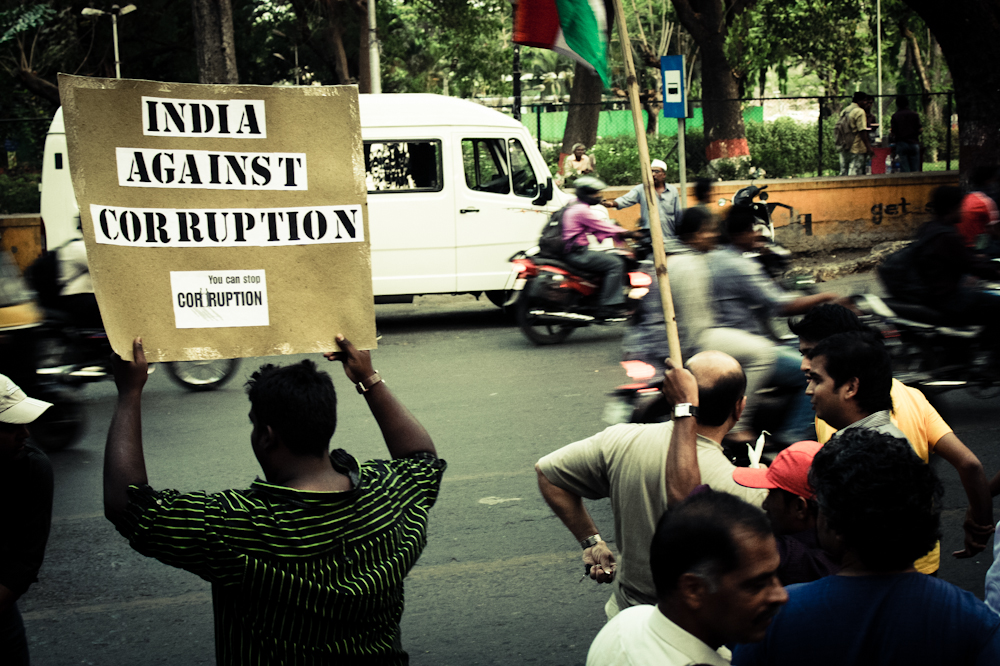
Міжнародний день боротьби з корупцією

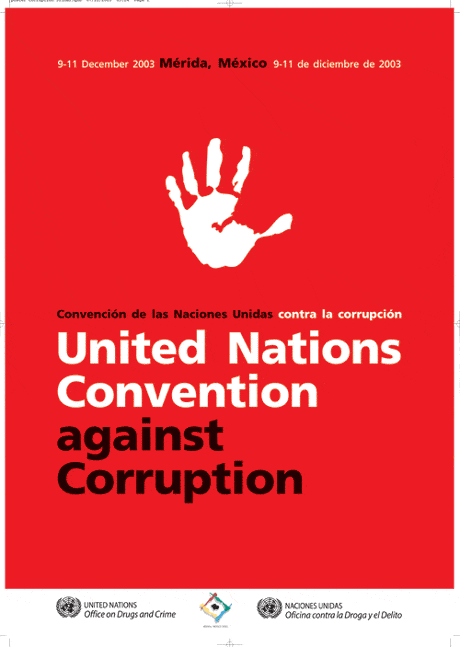
Конвенція ООН проти корупції

Міжнародний день боротьби з корупцією  (На офіційних мовах ООН (англ. International Anti-Corruption Day; фр. Journée internationale de lutte contre la corruption; ісп. Día Internacional contra la Corrupción; рос. Международный день борьбы с коррупцией) — Міжнародний день ООН, встановлений резолюцією A/58/4 Генеральної Асамблеї ООН 31 жовтня 2003 року, який відзначається щорічно 9 грудня.

## Історія
Цього дня в 2003 році у мексиканському місті Мерида на політичній конференції високого рівня була відкрита для підписання Конвенція ООН проти корупції і вже 14 грудня 2005 року Конвенція набула чинності, як міжнародний правовий документ, обов'язковий до виконання її сторонами.
На кінець 2009 Конвенцію підписали близько 140 держав і близько 80 — ратифікували. Україна ратифікувала цю угоду 18 жовтня 2006 року. Документ зобов'язує країни, які підписали його, встановлювати відповідальність за корупцію за законом. Карними вважаються хабарі, присвоєння бюджетних засобів і відмивання корупційних доходів. Згідно з одним із положень конвенції, необхідно повертати кошти до тієї країни, звідки вони надійшли в результаті корупції.

## Тематика Міжнародних днів боротьби з корупцією
- 2004: За корупцію платить кожен (англ. With corruption everyone pays);
- 2005–2006: Ти можеш зупинити корупцію (англ. You can stop corruption);
- 2007–2010: Корупція: твоє НІ має силу (англ. Corruption - your NO counts);
- 2011–2012: Зупини корупцію (англ. ACT against corruption);
- 2013: Нуль Корупції — 100 % Розвитку (англ. Zero corruption - 100% development);
- 2014–2015: Розірви ланцюг корупції (англ. Break The Corruption Chain);[2]
- 2016: Об'єднаймося в боротьбі проти корупції в інтересах розвитку, миру і безпеки (англ. United against corruption for development, peace and security). [Архівовано 24 жовтня 2017 у Wayback Machine.]